# Hawkins, Texas
Hawkins là một thành phố thuộc quận Wood, tiểu bang Texas, Hoa Kỳ. Năm 2010, dân số của xã này là 1278 người.

## Dân số
- Dân số năm 2000: 1331 người.
- Dân số năm 2010: 1278 người.